# Bianco e nero (film 1975)
Bianco e nero è un film del 1975 diretto da Paolo Pietrangeli.